# باول داي (نحات)
باول داي (بالإنجليزية: Paul Day)‏ هو نحات بريطاني، ولد في 1967 في غرب ساسكس في المملكة المتحدة.

## وصلات خارجية
- الموقع الرسمي